# Ruta A303
La ruta A303 (en inglés: A303 road) es una carretera primaria en Inglaterra. Es la vía más importante entre Basingstoke (Hampshire) y Honiton (Devon). La M3, la A303 y la A30 constituyen las principales rutas entre Londres y Land's End, en el extremo occidental de Cornualles y, consecuentemente, de toda la parte Inglaterra unida a la isla de Gran Bretaña (solo las islas Sorlingas se sitúan más al oeste). La A303 es objeto de varias propuestas de mejoramiento, algunas de ellas un tanto controversiales.
Comienza en la autopista M3, al sur de Basingstoke (Hampshire), como una ruta de doble carril. Se encamina hacia el suroeste, cruzando la A34 cerca de Bullington antes de pasar por el sur de Andover. Circunvala Amesbury (Wiltshire) y se reduce a carril simple justo antes de pasar por Stonehenge. Después de Winterbourne Stoke vuelve a ser de doble carril y se encuentra con la A36 en Deptford. Hay otra sección de carril único precediendo un tramo de carril doble en las cercanías de Berwick St. Leonard. Ingresa en un valle a través de la localidad de Chicklade, desde donde sigue el relieve del terreno hasta Mere, a la que pasa por el norte en otra circunvalación de doble carril. En su camino hacia el oeste, se extiende por el sur de Wincanton (Somerset) y por el norte de Sparkford y sigue hasta una rotonda en donde una vez más pasa a ser una carretera de un solo carril. En Yeovilton vuelve a duplicarse y se fusiona con la A37 hasta el final de la  circunvalación. La última porción de carril doble termina en South Petherton. Pasa por el norte de Ilminster, en donde cruza la A358, después de lo cual se convierte en una carretera estrecha que sigue el contorno del terreno en las Blackdown Hills, una agrupación de colinas entre Somerset y Devon. Posteriormente, se fusiona con la A30, en Cornualles, en donde termina.
Además de los condados de Hampshire, Wiltshire, Somerset, Devon y Cornualles, la A303 traza un corto recorrido por extremo norte de Dorset. La pequeña localidad de Bourton (Dorset) se ubica sobre esta ruta.

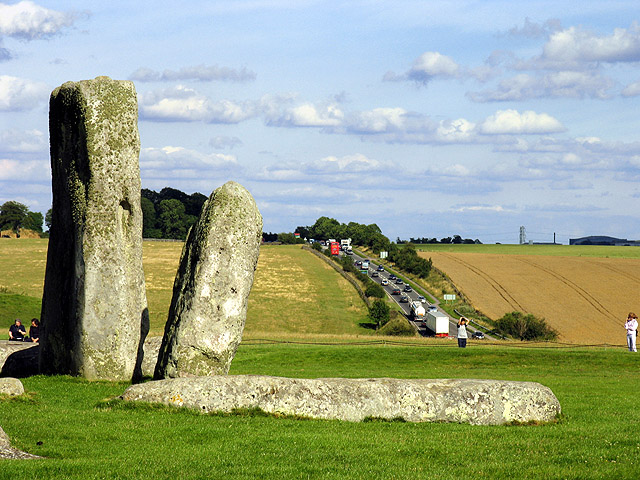
A303 en Stonehenge (Wiltshire).
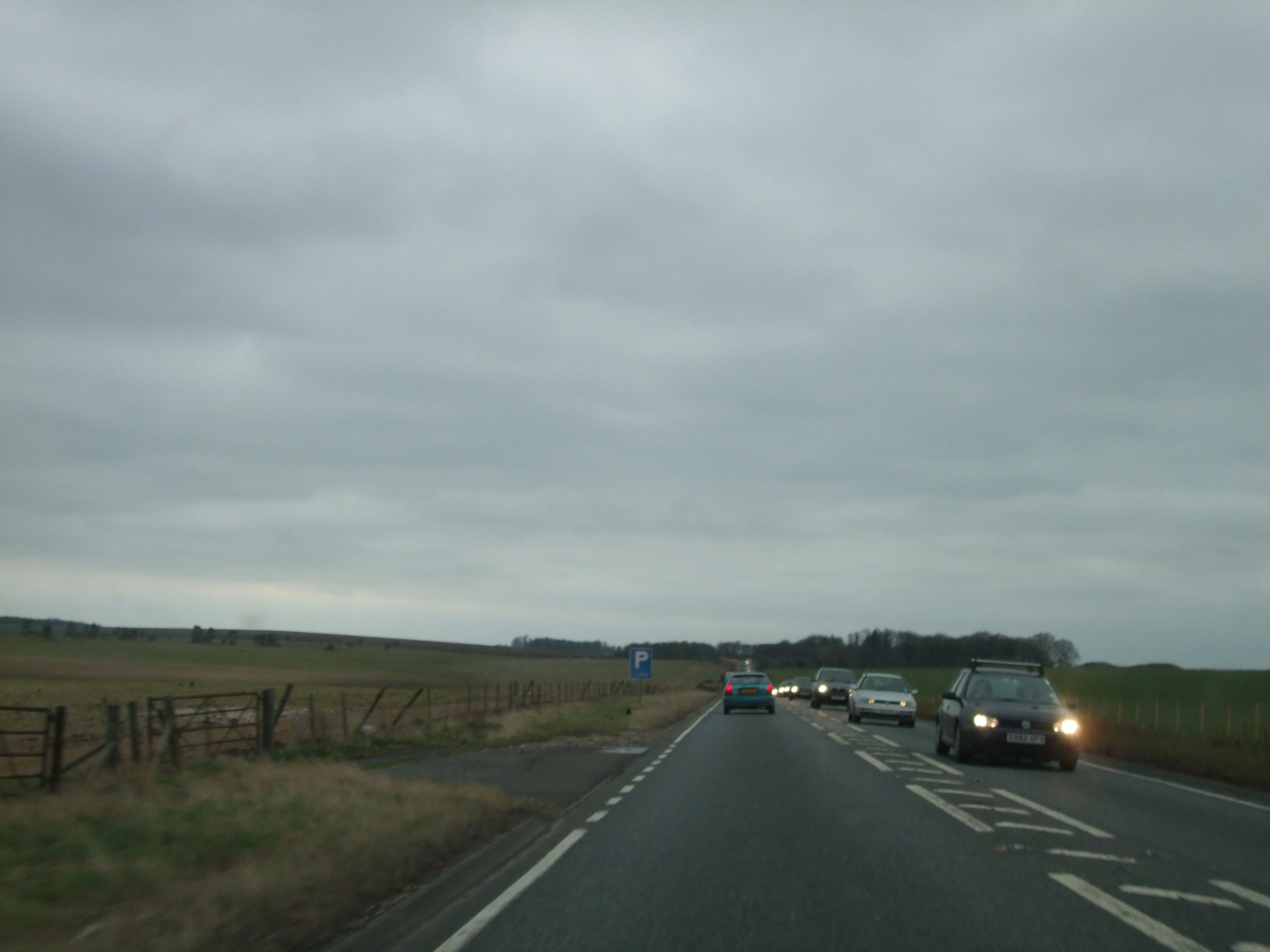
A303 cerca de Winterbourne Stoke (Wiltshire).
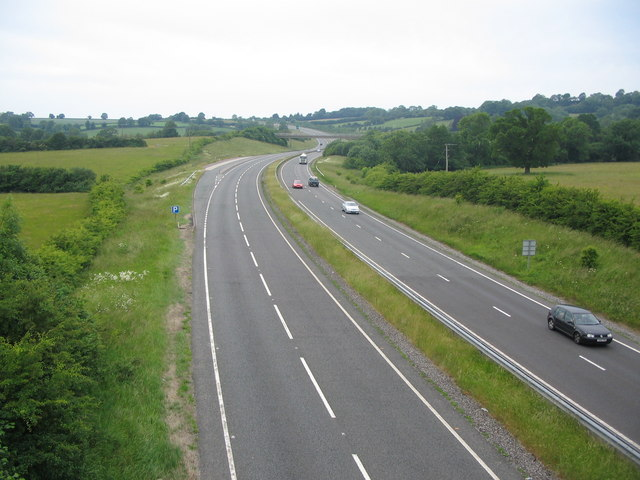
A303 cerca de Bourton (Dorset).
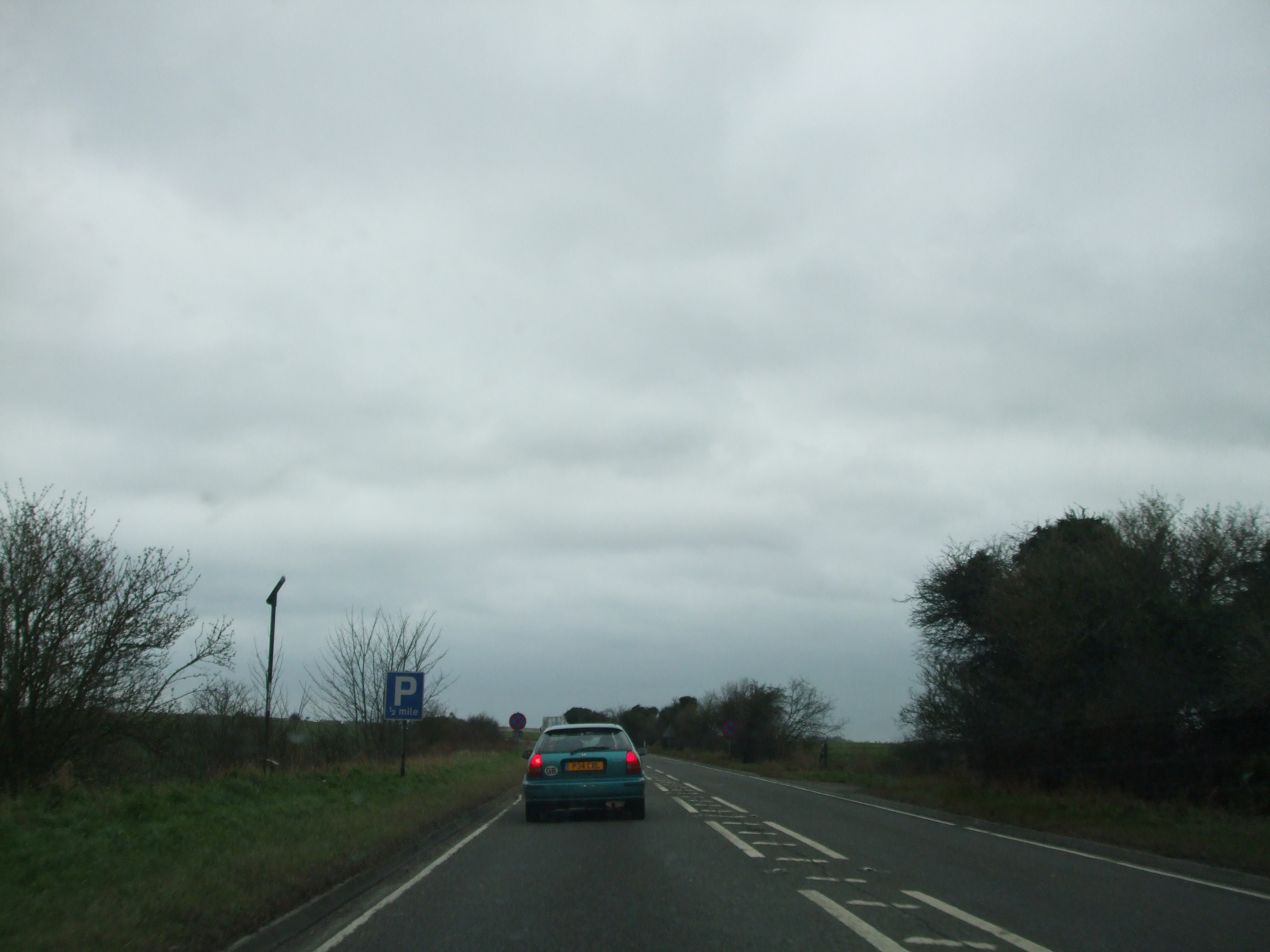
A303 cerca de su punto de fusión con la A30 (Cornualles).